# متلازمة الشريان الدماغي الأمامي

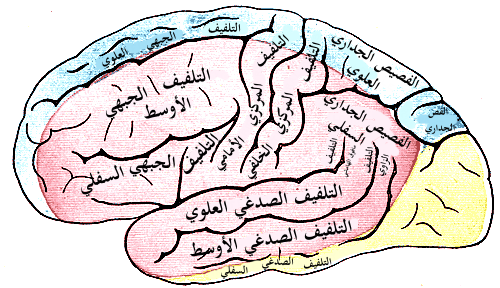
السطح الخارجي لنصف الكرة المخية، والتي تبين المناطق التي تزودها الشرايين الدماغية. (المنطقة الزهرية هي المنطقة التي يزوّدها بالدم الشريان الدماغي).

متلازمة الشريان الدماغي الأمامي هي حالة يحدث فيها تقييد لإمداد الدم من الشريان الدماغي الأمامي (أيه سي أيه)، ما يؤدي إلى انخفاض وظيفة أجزاء الدماغ التي تغذيها تلك الأوعية: الجوانب الإنسيّة للفص الجبهي والجداري، والعقد القاعدية، والطية الأمامية والجسم الثفني الأمامي.
تختلف العلامات والأعراض بين المصابين بمتلازمة (أيه سي أيه) اعتمادًا على منطقة الانسداد وشدته. ينتج عن الانسداد في الجزء القريب (A1) من الوعاء عجزًا طفيفًا فقط بسبب تدفق الدم الجانبي من نصف الكرة المعاكس عبر الشريان المتصل الأمامي. تؤدي الانسدادات البعيدة لهذا الجزء إلى عرض أكثر شدة لمتلازمة (أيه سي أيه). تعد أكثر الأعراض المرتبطة بالمتلازمة شيوعًا هي الشلل النصفي المقابل والفقدان الحسي للأطراف السفلية.

## العلامات والأعراض
1. الشلل النصفي أو الخزل الشقي المقابل، والذي يشمل في المقام الأول الأطراف السفلية وعضلات قاع الحوض.
2. عجز حسي في الجانب المقابل، يشمل في المقام الأول الساق والعجان
3. تعذر الأداء (بسبب الفروع إلى منطقة المحرك التكميلية والجسم الثفني)
4. متلازمة الانفصال (بسبب الفروع الثفنية)
5. فقدان الشم (بسبب فروع البصلة الشمية والجهاز الشمي)
6. سلس البول
7. منعكس التعلق (منعكس إطباق اليد) و/أو منعكس المص عكسيًا (إذا اخترقت دائرة ويلس)

## التشخيص
بمجرد الاشتباه في حدوث سكتة إقفارية حادة، فإن التقييم القياسي يشمل إجراء تقييم روتيني للمجرى الهوائي والتنفس والدورة الدموية، وفحص نسبة الجلوكوز في الدم، وإجراء تقييم مصدق لمقياس شدة السكتة الدماغية والتاريخ الدقيق والمركّز فيما يتعلق بوقت ظهور الأعراض أو آخر مرة معروفة. مقياس المعاهد الوطنية للصحة للسكتة الدماغية (إن آي إتش إس إس) هو طريقة معيارية للتقييم الكمي لأعراض السكتة الدماغية. إنه نظام التسجيل المفضل، وتتراوح درجاته من 0 إلى 42. من المرجح أن يعتبر المريض الذي حصل على درجة أعلى في هذا المقياس معاقًا؛ ومع ذلك، فإن تعريف (الإعاقة) يعتمد على العمر، والمهنة، والأمراض المصاحبة التي تحد من الحياة، والتوجيهات المسبقة.
تتمثل الخطوة الحاسمة في تقييم مرضى السكتة الدماغية في الحصول على تصوير للدماغ للتأكد من نوع وخصائص السكتة الدماغية. في هذا الصدد، يعد التصوير المقطعي غير المتباين للرأس طريقة التصوير المفضلة. قد تصنف التغيرات الإقفارية على أنها حادة، وتحت الحادة، ومزمنة، اعتمادًا على الوقت الذي تظهر فيه بعد بداية السكتة الدماغية. يمكن للأشعة المقطعية أيضًا استبعاد حدوث نزيف داخل الجمجمة. في حالة وجود نزيف داخل الجمجمة، يجب فحص تمزق تمدد الأوعية الدموية نظرًا لارتباطه بالتشنج الشرياني الذي يؤدي إلى السكتة الدماغية. يمكن تفويت السكتات الدماغية الشريانية الدماغية الأمامية في دراسات التصوير اعتمادًا على موقعها أو حجمها. وجدت إحدى سلاسل الحالات أن 37.5٪ (6 من 16) من احتشاءات (أيه سي أيه) المقيمة بواسطة التصوير المقطعي المحوسب لا يمكن تحديدها إلا بعد استخدام حقن التباين أو تصوير الأوعية. إذا كانت منطقة نقص الكثافة صغيرة ومترجمة فوق التلم، فيمكن التغاضي عن الاحتشاء. يجب أن يتبع التصوير المقطعي المحوسب للرأس بدون تباين سريعًا تصوير الأوعية المقطعي المحوسب للرأس والرقبة لتسريع تحديد انسداد الأوعية الدموية الكبيرة داخل الجمجمة.
يساعد اكتشاف آفة شديدة الكثافة في (أيه سي أيه) على الفحص بالأشعة المقطعية في تشخيص السكتة الدماغية في مرحلتها الحادة، خاصةً عندما يكون من الصعب إثباتها. تواتر هذه العلامة في احتشاء (أيه سي أيه) مماثل لتلك الموجودة في مناطق الشريان الدماغي الأوسط والدورة الدموية الخلفية.
مثلما هو الحال في السكتات الدماغية التي تشمل مناطق أخرى من الدماغ، فإن التصوير بالرنين المغناطيسي له أيضًا قيمة حاسمة في تشخيص السكتات الدماغية (أيه سي أيه). يعد التصوير بالرنين المغناطيسي مع التصوير بالوزن المنتشر طريقة مفيدة للغاية، ما يسهل ترسيم حدود نقص تروية الدم في منطقة (أيه سي أيه). يمكن أن يكون تصوير الأوعية بالرنين المغناطيسي مساعدًا مفيدًا في تقييم آليات السكتة الدماغية. يجب أن يكون الهدف من إكمال التصوير المقطعي المحوسب للرأس أو التصوير بالرنين المغناطيسي 25 دقيقة أو أقل عند وصول المريض.
حددت المعاهد الوطنية للاضطرابات العصبية والسكتة الدماغية (إن آي إن دي إس) أهدافًا للإطار الزمني في تقييم مرضى السكتة الدماغية: إلى الطبيب في أقل من 10 دقائق، إلى فريق السكتة الدماغية في أقل من 15 دقيقة، إلى الفحص المقطعي في أقل من 25 دقيقة، إلى التخدير في أقل من 60 دقيقة.
جنبًا إلى جنب مع التاريخ الدقيق والتصوير المبكر، يمكن أن تكون الدراسات المعملية بما في ذلك الجلوكوز في الدم الشعري، وتعداد الدم الكامل مع الصفائح الدموية، والكيمياء، ودراسات التخثر، والهيموغلوبين A1c، وعلامات فرط التخثر أو الالتهاب مفيدة في تحديد عوامل الخطر أو تحديد مسببات السكتة الدماغية. تعد قائمة مراجعة الأدوية جزءًا لا يتجزأ من التقييم، وتحديدًا الاستخدام الحديث لمضادات التخثر، حيث يجب أن تخضع موانع العلاج حال التخثر لتقييم سريع. يمكن تقييم مصادر الانسداد القلبي كجزء من العمل مع مراقبة مخطط كهربية القلب وتخطيط صدى القلب.